# Dukhan (langue)
Pour les articles homonymes, voir Dukhan.
Le dukhan ou dukha est une langue turque sibérienne appartenant au sous-groupe de la taïga des langues turques de Saïan (qui comprend également le tofalar). Cette langue est presque éteinte et  n'est plus parlée que comme seconde langue. Le code ISO 639-3 dkh a été proposé, mais il a été rejeté.

## Origine
Le dukhan est une langue turque en voie de disparition. Elle est parlée par environ 500 personnes du peuple Dukhan (aussi appelé Tsaatan) dans le comté de Tsagaan-Nuur, au sein de la province de Tsagaannuur (mongol (écriture cyrillique) : Цагааннуур сум), un district de la province de Khövsgöl, située au nord de la Mongolie.

## Classification des langues turques
| Proto-turcique | Turc commun | Langues turques sibériennes | Langues turques sibériennes du Nord | Langues turques sibériennes du Nord | - Iakoute - Dolgane                                      |
| Proto-turcique | Turc commun | Langues turques sibériennes | Langues turques sibériennes du Sud  | Langues turques de Saïan            | - Touvain - Tofalar                                      |
| Proto-turcique | Turc commun | Langues turques sibériennes | Langues turques sibériennes du Sud  | Langues turques du Ienisseï         | - Khakasse - Gïrgïs de Fu-Yü - Chor - Yugur occidental , |
| Proto-turcique | Turc commun | Langues turques sibériennes | Langues turques sibériennes du Sud  | Tchoulym                            | - Tchoulym inférieur - Tchoulyme moyen                   |
| Proto-turcique | Turc commun | Langues turques sibériennes | Langues turques sibériennes du Sud  | Langues turques de l'Altaï          | - Altaï du Nord                                          |

## Situation actuelle
Aujourd'hui, le dukhan est principalement lié à l'amalgame du dialecte des  populations nomades de Mongolie-Intérieure, de Chine et de Russie.
- Le bouriate (Буряад хэлэн Bouriaad khelen) est une langue mongole parlée en Russie, dans la république de Bouriatie, et par des populations moins nombreuses en Mongolie et en Chine, dans l'Est de la Mongolie-Intérieure. C'est la langue des Bouriates.
- Le touvain (ou langue touvine, ou touvinien[7], en touvain : тыва дыл, translittération : tyva dyl) est une langue de la famille des langues turques parlée par près de 200 000 Touvains dans la République de Touva, en Russie. De petits groupes parlent touvain en Mongolie et en Chine. Le touvain contient beaucoup de mots empruntés au mongol et a été influencé par le russe ces cent dernières années.
- Le tofalar (ou tofa, karagas) est une langue turque parlée  dans le raïon de Nijneoudinsk, dans l'oblast d'Irkoutsk en Russie.